# Batalla de Valdepeñas
La Batalla de Valdepeñas fue una insurrección del pueblo homónimo contra las tropas francesas que tuvo lugar el 6 de junio de 1808.

## El contexto de la Guerra de la Independencia Española
El 2 de mayo de 1808 se proclama la guerra de España contra Napoleón con el levantamiento popular de Madrid. Desde ese momento, las tropas francesas comienzan un proceso de ocupación en toda la península ibérica. Como objetivo principal tienen el bloqueo de Cádiz y el sometimiento de Andalucía y Portugal para cortar el comercio a Inglaterra.
En 1808 cuenta Valdepeñas con 3000 vecinos (8000 habitantes). Es una de las villas más prósperas de Castilla la Nueva, por ser el principal productor y exportador de vino de España. Se encuentra situada a medio camino entre Madrid y Andalucía, en el Camino Real.

### Contienda de Santa Cruz de Mudela
En mayo de 1808, el General Dupont ordena instalar un parque de Intendencia en Santa Cruz de Mudela, al sur de Valdepeñas. Ante el temor de la gente de la villa, se hace trasladar el 31 de mayo a la patrona, la Virgen de Consolación, a la iglesia Principal, desde la ermita donde se encontraba en campo abierto. Ese día, desde el púlpito de la iglesia, Don Juan Antonio León Vezares, conocido como el Cura «Calao», alarma a la población del peligro de ocupación y se organiza una Junta de Defensa, compuesta por diez vecinos, entre los que se encontraban los dos alcaldes, el citado cura, un contrabandista, un abogado y un mercader.
El 5 de junio el pueblo de Santa Cruz de Mudela se alza en armas y ataca el contingente francés afincado en la villa, dando muerte a multitud de soldados. Muchos logran huir hacia el norte, dirección Valdepeñas, y consiguen rendirse a medio camino. Llegando a Valdepeñas de noche, el pueblo y la Junta de Defensa les impiden el paso y deben continuar campo a través hasta Manzanares, donde se unen a la tropa del General Roize. Ante lo sucedido en Santa Cruz, Roize hace llamar a las tropas del General Ligier-Belair, que tenía de guarnición en Madridejos a 500 dragones. Las tropas de ambos generales y el convoy de Santa Cruz acordaron unificarse en el cerro de las Aguzaderas, a 2 km al norte de Valdepeñas.
La Junta de Defensa de Valdepeñas solicita a Pedro Alesón, comandante de una patrulla de reclutamiento del Ejército Español, que se encontraba reclutando en la villa a hombres, que se una a la defensa. Este, ante el peligro, escapa de la villa con muchos de los hombres útiles y toda su tropa. También se solicitó ayuda a todas las ciudades y villas cercanas.

## Contienda de Valdepeñas

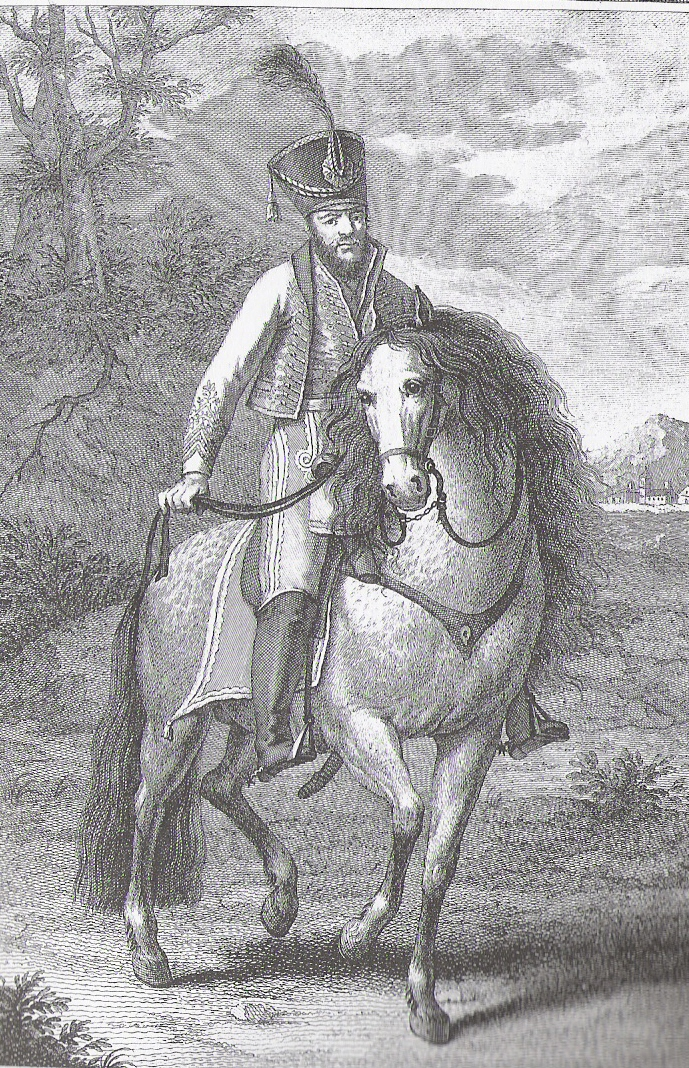
Grabado militar de la época de Francisco «Chaleco» como brigadier.

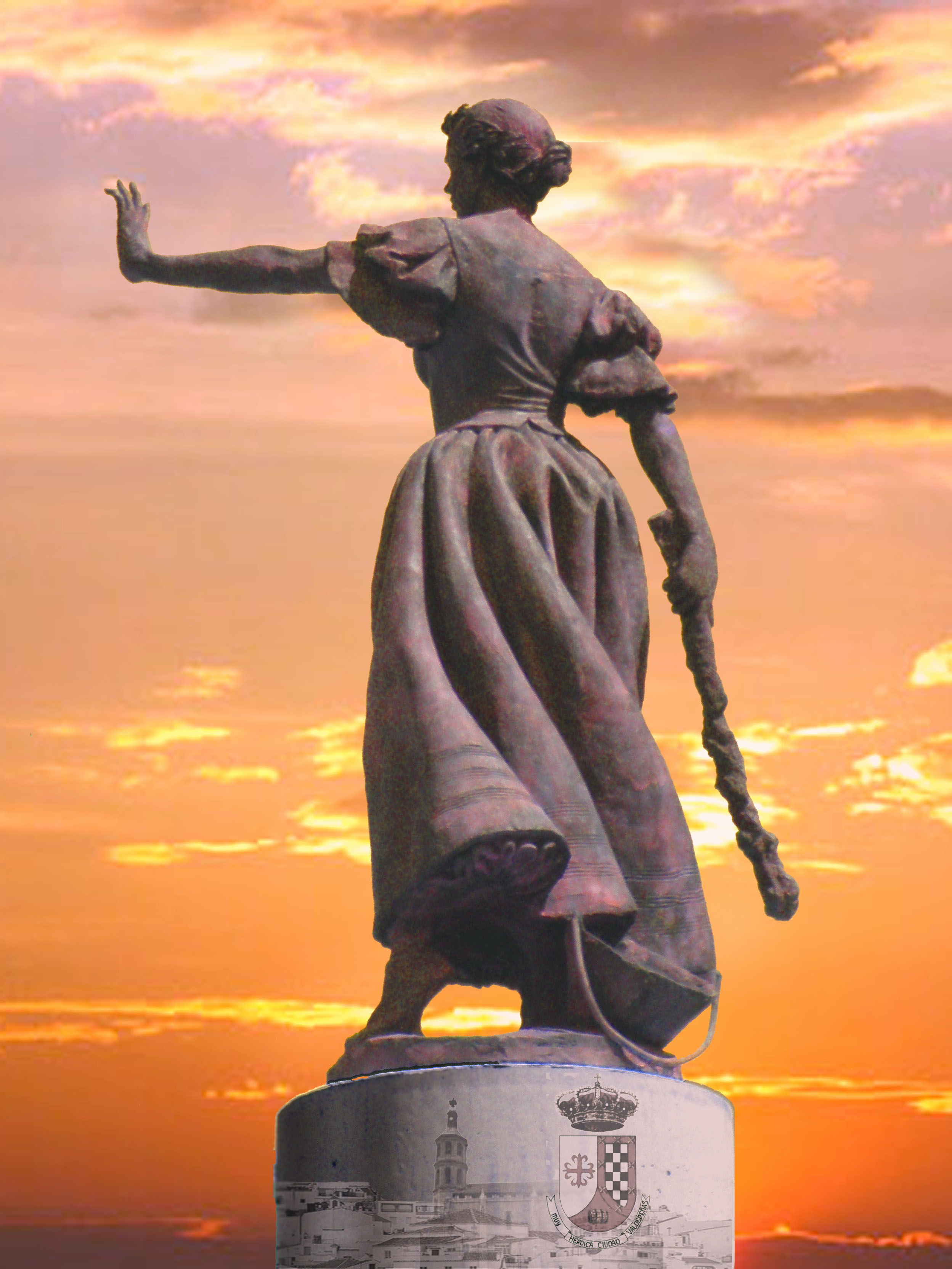
Estatua de Juana «La Galana» en Valdepeñas, del escultor madrileño Francisco Javier Galán.

Al amanecer del 6 de junio, La Junta de Defensa dispuso ocultar a mujeres, niños y enfermos en las bodegas, y mandó armar a todos los hombres que quedaban con sus útiles de labranza. Por otro lado, ante la falta de hombres suficientes, las mujeres formaron un grupo de defensa, tomando las ventanas, armadas con útiles de cocina y agua hirviendo.
El Cura «Calao» y el contrabandista se entrevistaron en el cerro con el General Ligier-Belair, que se negó a rodear la villa y mostró su intención de cruzarla por su calle principal por ser ésta el Camino Real o Carretera a Andalucía. Ante la disconformidad de la diplomacia, el pueblo parapetó las calles con carros y cuerdas y enterró clavos en la tierra para dañar las caballerías.
Las tropas francesas contaban con 500 cazadores, 250 dragones y 60 infantes al mando del capitán Bouzat; los 300 que han sobrevivido al alzamiento de Santa Cruz de Mudela y los convalecientes. A las 8 y media de la mañana empieza la marcha francesa hasta la entrada de la villa, a toque de tambor y corneta. Valdepeñas, por su parte, hace sonar todas sus campanas. Al entrar los soldados, comienza el levantamiento y la lucha en la calle principal.
Destaca aquí la figura de Juana «La Galana», que luchó en la entrada de la villa cuerpo a cuerpo y armada con una porra. Esta mujer de 20 años fue proclamada posteriormente heroína local. También destacó en la lucha Francisco Abad Moreno «Chaleco», que tras perder a su madre y a su hermano en la contienda, organizó una guerrilla que llegó a tener hasta 400 hombres. Posteriormente fue nombrado Brigadier y Comandante.
De este primer ataque solo pudo escapar un niño educando de la banda de cornetas y pífanos franceses, que alertó al General Ligier-Belair de lo sucedido.

### Incendio de Valdepeñas
Ligier-Belair ordena entrar en la villa a la caballería. El pueblo vuelve a atacar desde la calle, tejados y ventanas. El final vuelve a ser el mismo, por lo que el General francés manda entrar por las calles laterales e incendiar casa por casa todo el pueblo. Otro pelotón se situaría a las entradas del pueblo para fusilar a todo el que saliera de él huyendo del fuego. La lucha continúa, muriendo muchos quemados y otros fusilados. En total fueron incendiadas 500 casas del norte y del flanco oeste de la villa.

### Desenlace y paz
Ante la imposibilidad de cruzar la villa por el Camino Real y de someter al pueblo, el General Ligier-Belair ordena a su teniente Maurice de Tascher adentrarse en la villa escoltado por dos apresados por la parte este, hasta el Ayuntamiento. Ya en la Plaza, fue disparado, pero logró entrar y entrevistarse con el alcalde, que se había escondido en un pozo. Se acordó la paz: las tropas no cruzarían la villa y a cambio el pueblo suministraría víveres para un día. Se izó una bandera blanca en el campanario de la Iglesia de la Asunción. Al día siguiente, los franceses pudieron entrar desarmados a recoger sus cadáveres. El incendio no cesó en tres días, por lo que los entierros de los españoles se hicieron en pleno campo pasado este tiempo.

## Consecuencias
El mismo 6 de junio, un grupo de personas de la villa de Manzanares, al norte, atemorizada por el incendio de Valdepeñas y uniéndose a la causa con su pueblo vecino, se dirigió al hospital francés instalado en la villa, con la intención de hacerse con las armas que en él se guardaban y acudir en socorro de Valdepeñas. Los soldados franceses que custodiaban el hospital se atrincheraron en su interior y dispararon sobre la multitud que se agolpaba, lo que enardeció los ánimos del pueblo provocando el inmediato asalto del hospital y multitud de bajas a los franceses. Por este hecho, el General Sebastiani mandó saquear la villa durante un día. Meses después el mismo General se propuso destruir la villa, cuando sus ciudadanos, guiados por el párroco, salieron a la entrada de la villa con la imagen de su patrón a cuestas, Nuestro Padre Jesús del Perdón, pidiendo clemencia, provocando que el General francés se retractara, cediendo su fajín y bastón de mando a la propia imagen (instrumentos que hoy día aún conserva).

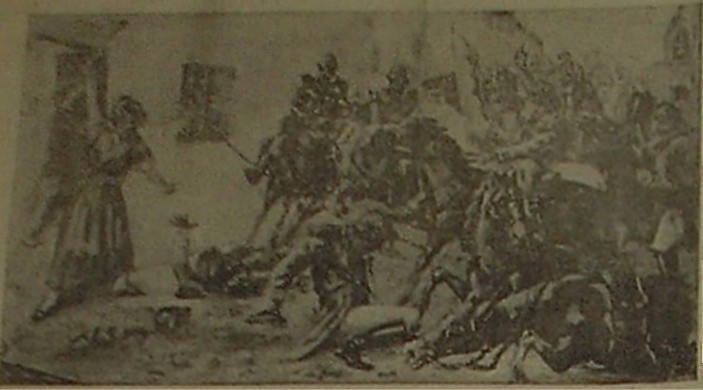
Grabado de 1908 sobre la contienda de Valdepeñas, con la gesta de Juana «La Galana».

Tras la contienda de Valdepeñas y ante lo sucedido en Santa Cruz y Manzanares, las tropas francesas abandonan la provincia de La Mancha hasta Madridejos, ya en Toledo, donde esperarían refuerzos para poder cruzar hasta Andalucía.
Durante el mes de junio, los guerrilleros interceptaron la mayor parte de los correos franceses que pasaban por el Camino Real a Andalucía, especialmente en Santa Cruz de Mudela, Valdepeñas y Puerto Lápice. Uno de ellos, apresado en Valdepeñas, llevaba instrucciones precisas al General Dupont sobre la actuación en la batalla de Bailén. Ante la importancia de las cartas, el alcalde de la villa mandó enviarlas con celeridad al General Castaños. Estas cartas sirvieron al Ejército Español para conocer la estrategia napoleónica, lo que produjo la victoria española en Bailén, la que fuera la primera derrota de Napoleón en tierra.
Por esto, el General Castaños dijo a su regreso por Valdepeñas: «Valdepeñas ha hecho el acto más heroico en honor de la Independencia de la Nación».
La comunicación francesa entre Madrid y Andalucía se mantuvo cortada por la interceptación de correos y las actuaciones de las guerrillas en La Mancha. Valga como ejemplo la gesta de «La Fraila», viuda y santera de una ermita de Valdepeñas, que tras perder a su hijo, guerrillero de la partida de «Chaleco», a manos francesas, invitó a toda una tropa de más de 100 soldados a comer y beber en la ermita. Tras tenerlos dormidos, hizo volar la ermita prendiendo la pólvora que llevaban, muriendo todos allí.
Por este hecho y ante lo difícil de tomar las villas del Camino Real, los franceses bordearon el río Guadiana hasta Ciudad Real, donde entre los días 26 y 27 de marzo de 1809 se llevó a cabo la batalla de Ciudad Real entre el IV Cuerpo del Ejército Imperial Francés del General Sebastiani y el Ejército de La Mancha del General José de Urbina, en la que participaron más de 5000 hombres, victoriosa para los franceses, lo que les permitió tomar la capital y toda la provincia, reanudando la comunicación con Andalucía e instalando guarniciones en Ciudad Real, Almagro, Daimiel y en el castillo de Manzanares; pasando Manzanares a ser capital de la provincia hasta el final de la guerra. 
Valdepeñas sería definitivamente abandonada por los franceses en septiembre de 1812. 
En 1823, el Rey Fernando VII visitó Valdepeñas. Viendo aún la ruina en la que se mantenía después del incendio y, conocedor de la gesta del pueblo, le concedió el título de: «Muy Heroica Ciudad».

## Héroes de Valdepeñas
- Juana Galán «La Galana»
- Francisco Abad Moreno «Chaleco»
- Cura «Calao»
- La Fraila
- Juan Toledo